# Hyssna gamla kyrka
Hyssna gamla kyrka ligger i en ålderdomlig kyrkbymiljö i utkanten av Hyssna i nordvästra delen av Marks kommun. Den tillhör Hyssna församling i Göteborgs stift.

## Kyrkobyggnaden
Kyrkans äldsta delar är från 1100-talet. Dess nuvarande utseende är resultatet av de om- och tillbyggnader som utfördes under 1700-talet. Då tillkom 1728 det halvrunda koret och långhuset förlängdes och den så kallade spelmansläktaren uppfördes. Därifrån utförde fiolspelmännen marscher då brudparen tågade in i kyrkan. Detta bruk förbjöds emellertid på 1840-talet.   
År 1910, tre år efter nya kyrkans invigning, kom den ur bruk och började förfalla. En renovering genomfördes emellertid 1922-1923 efter förslag av arkitekt Sven Brandel. Man valde då att behålla det utseende som kyrkan hade omkring 1910 då den övergavs. Eftersom kyrkan periodvis har varit ur bruk, så har interiören inte moderniserats något nämnvärt, utan fått bibehålla sin ålderdomliga karaktär. Kyrkan används idag vid speciella tillfällen såsom vigslar och dop. 

## Inventarier

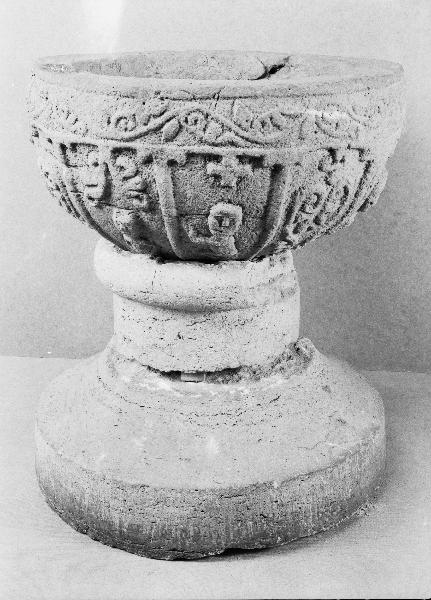
Dopfunten med detaljer:
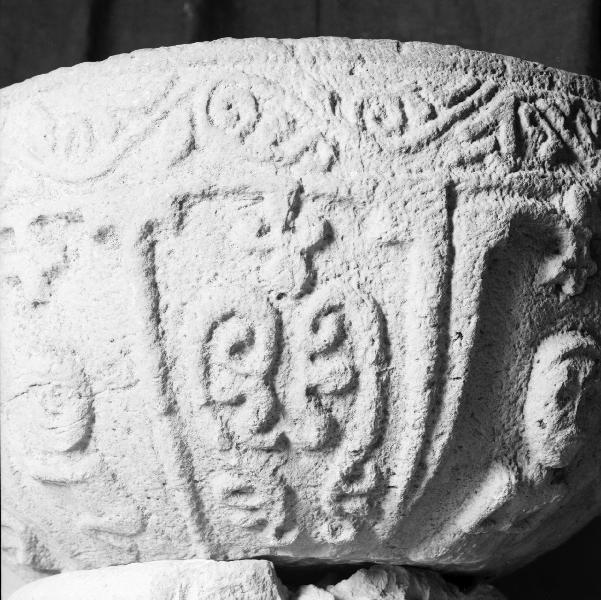
Liljeornament
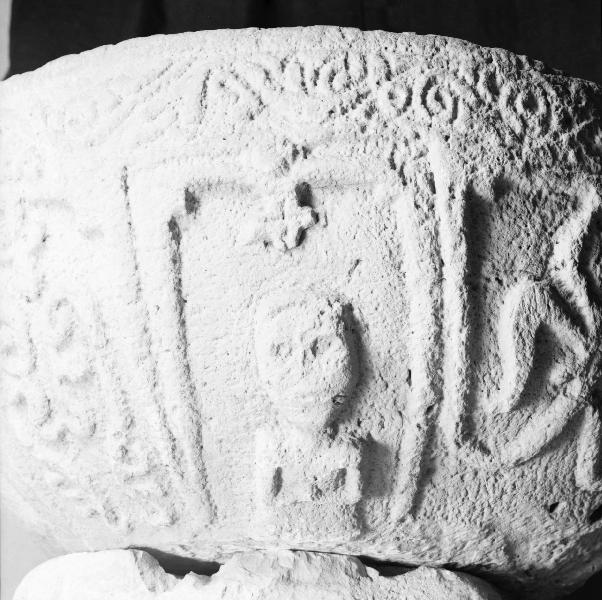
Människofigur under kors
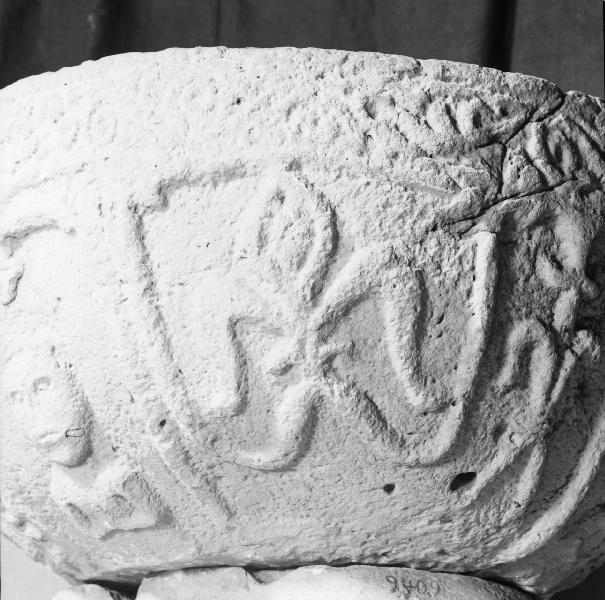
Liljeornament
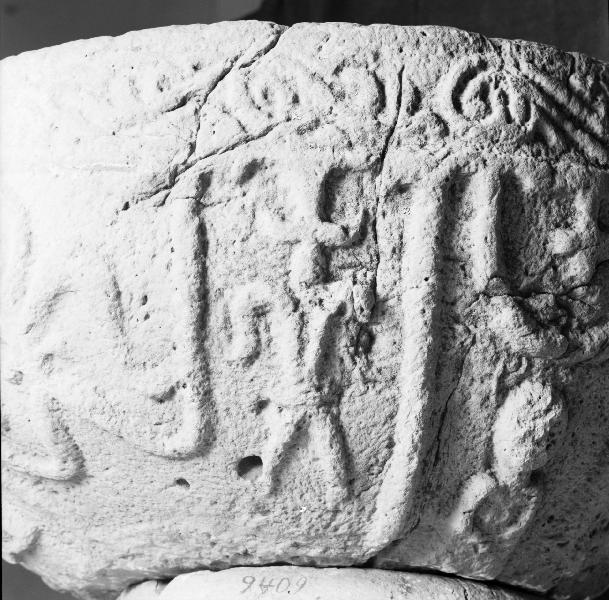
Liljeornament
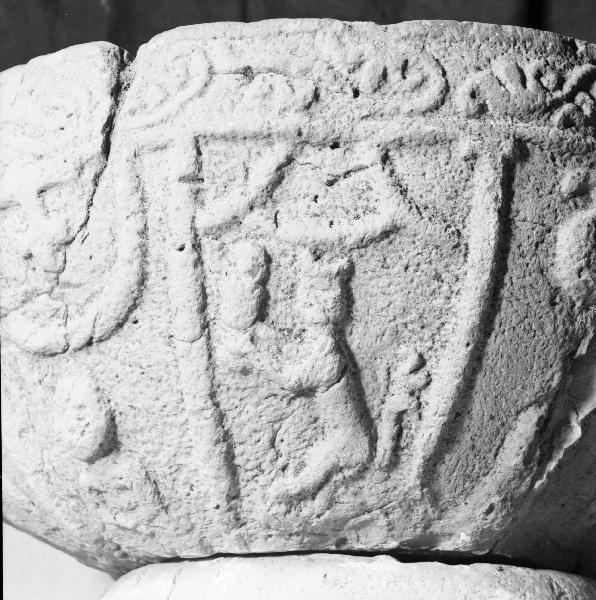
Krönt lejon
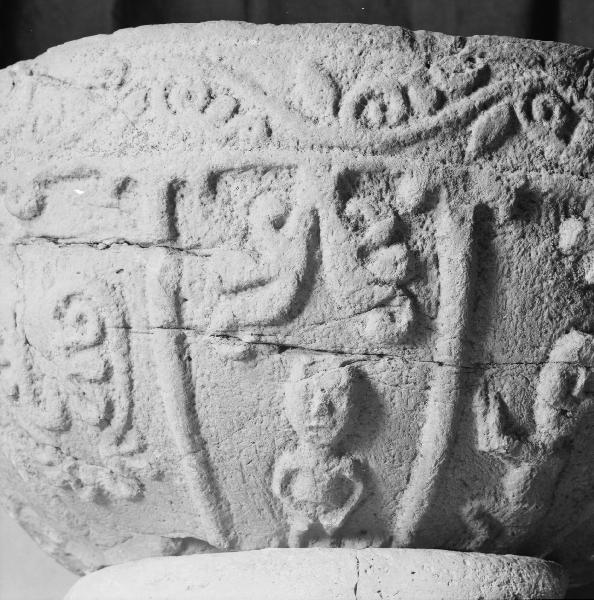
Människofigur under liljeornament
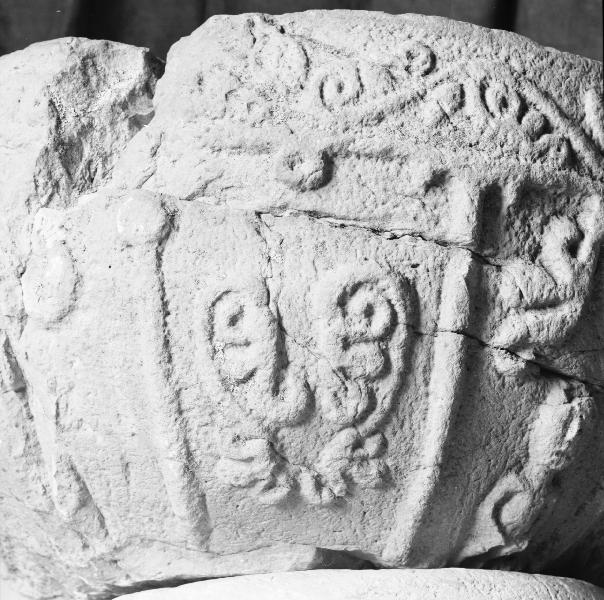
Liljeornament

- Dopfunt från mitten eller andra delen av 1200-talet i tre delar med höjden 81 cm, där cuppan är av sandsten medan foten och skaftet är av kalksten. De senare är troligen tillverkade på Gotland, medan cuppan är från Västergötland och uppvisar likheter med den i Hajoms kyrka. Man tror att Hyssnas cuppa kan vara utförd av en lokal mindre kunnig stenhuggare, som använt Hajoms funt som förebild. Cuppan är rundad med akantusfris upptill på livet. Nedtill är den indelad med vertikala rundstavar. Motiven har tolkats som: 1) Ett krönt lejon stående på bakfötterna med svärd. 2) Liljeornament. 3) Ytterligare liljeornament. 4) Människofigur under liljeornament. 5) Människofigur med framsträckta händer. 6) Samma som nr 3. 7) Människa sittande under kors med knäppta händer. 8) Liljeornament. 9) Ornament under ett kors. 10) Människa sittande under kors med knäppta händer. Skaftet är cylindriskt och avslutas upptill med en vulst. Foten är helt slät med rund fotskiva och konkav översida. Uttömningshål saknas. Svåra skador på alla delarna.[1]
- En Kristusbild över altaret från 1100-talet.
- En tronande Maria med barnet och en Kristus med korset, båda från omkring 1250.
- En Maria på norrväggen är tillverkad i Lübeck 1515.
- Predikstolen är utförd 1706 och altaruppsatsen 1710, båda av bildhuggaren Gustav Kihlman från Borås.

### Orgel
Orgeln är byggd 1872 av folkskolläraren Hans Josefsson i Hajom, som även var organist där. Den restaurerades 1951 av Tostareds Kyrkorgelfabrik och omintonerades på 1990-talet. Den har sex stämmor fördelade på manual och pedal. Pipverket är heterogent med material från olika tider.

## Dekorationsmålningar
Målningar i det tunnvälvda taket utfördes 1696 av konstnären Anders Falck. De övermålades emellertid efter det att koret hade nybyggts 1732 av konstnären Sven Wernberg. Hur stor del av Falcks målningar som återstår är omdiskuterat. Deras likhet med de Wernberg utförde i Seglora kyrka, bara något år efter arbetena i Hyssna, skulle tyda på att allt i Hyssna är målat av honom. Målningen av de sex apostlarna på den norra sidan av läktarbröstningen  och predikstolen är emellertid avvikande och företer likheter med Falcks målningar i Bottnaryds kyrka och kan därför vara utförda av honom, medan målningarna på läktarbröstningens södra sida troligen utförda av en lokal förmåga.

## Bilder

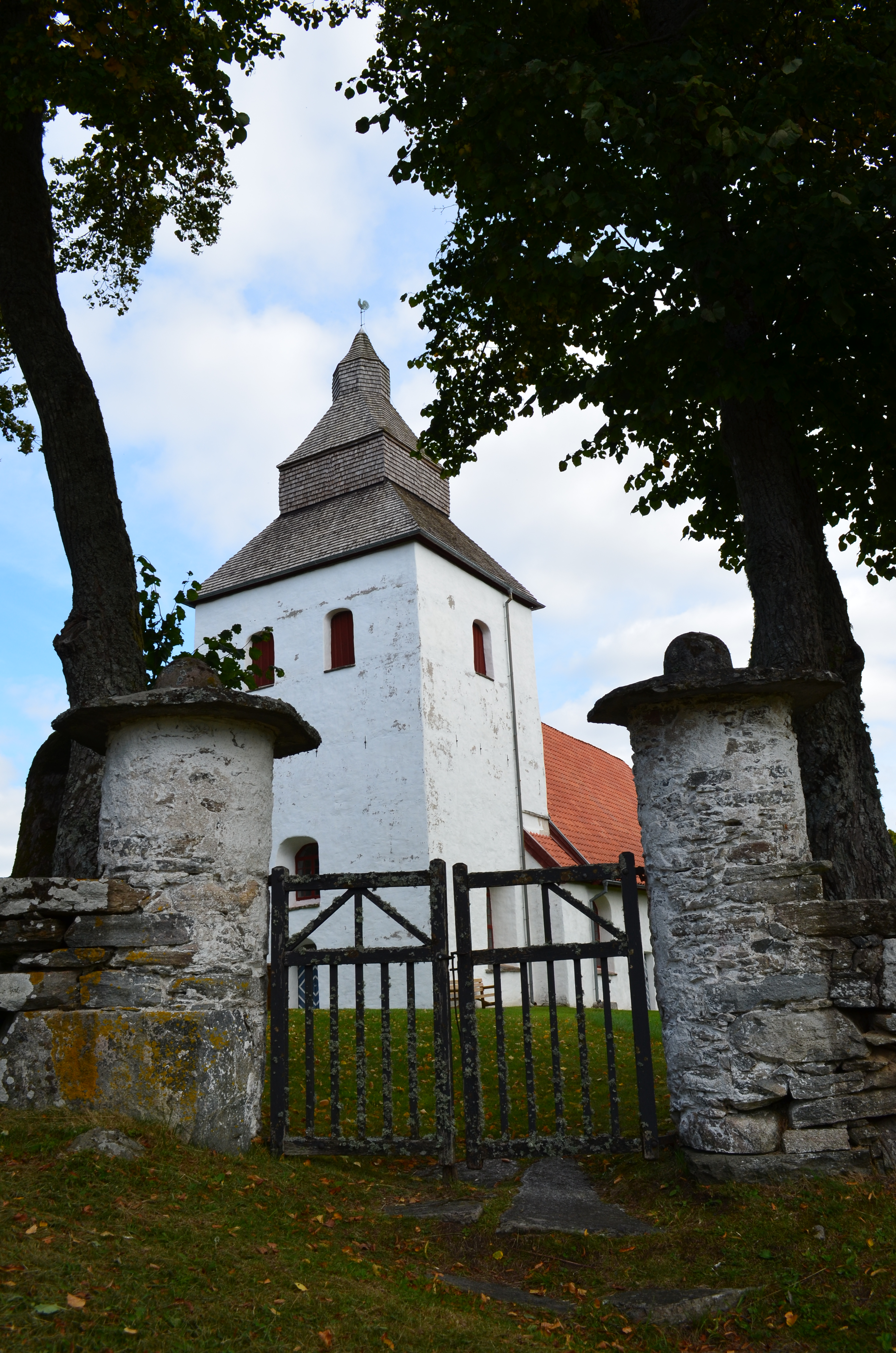
Exteriör med grind och portal i förgrunden.
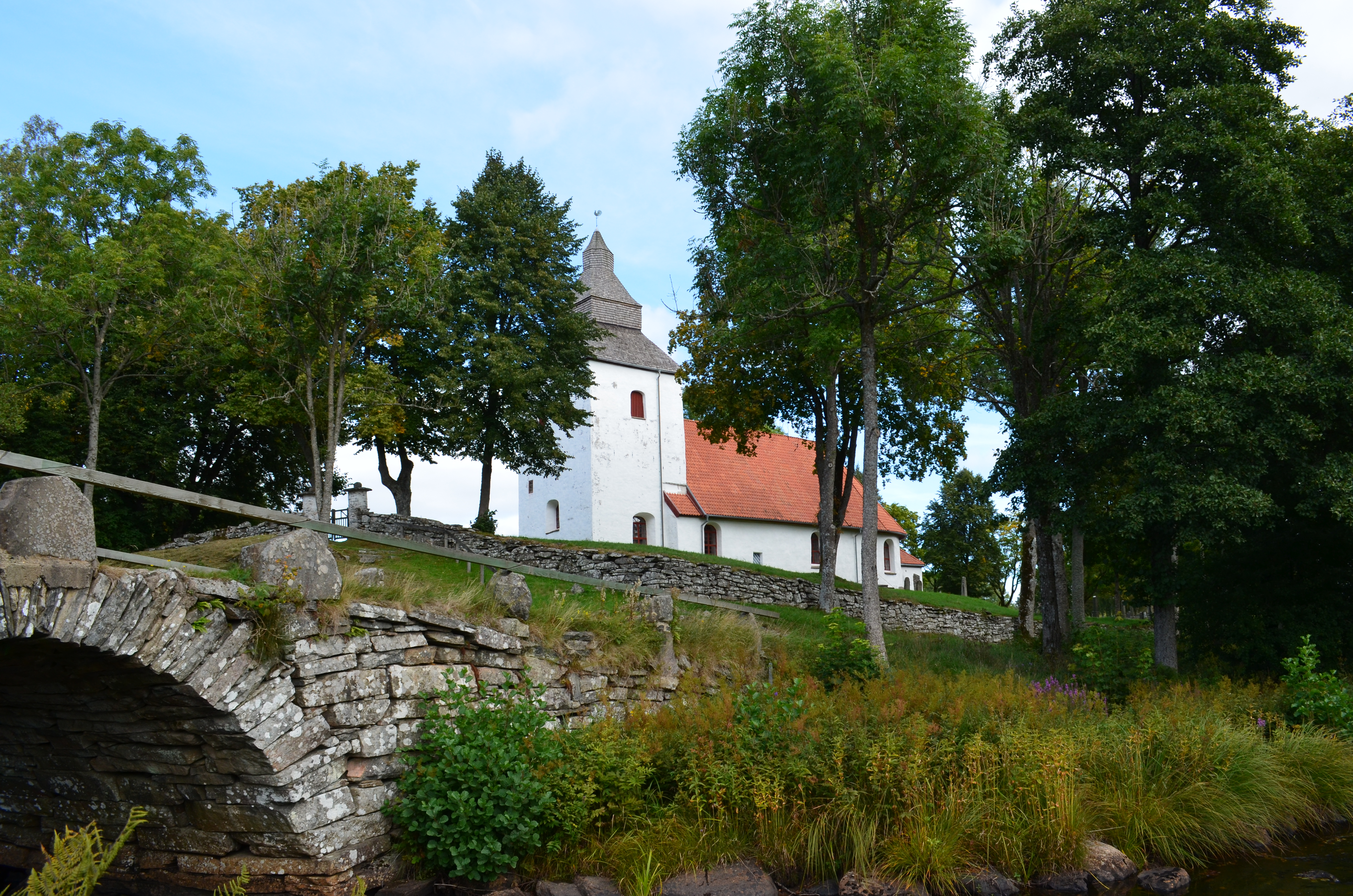
Exteriör med valvbron i förgrunden.
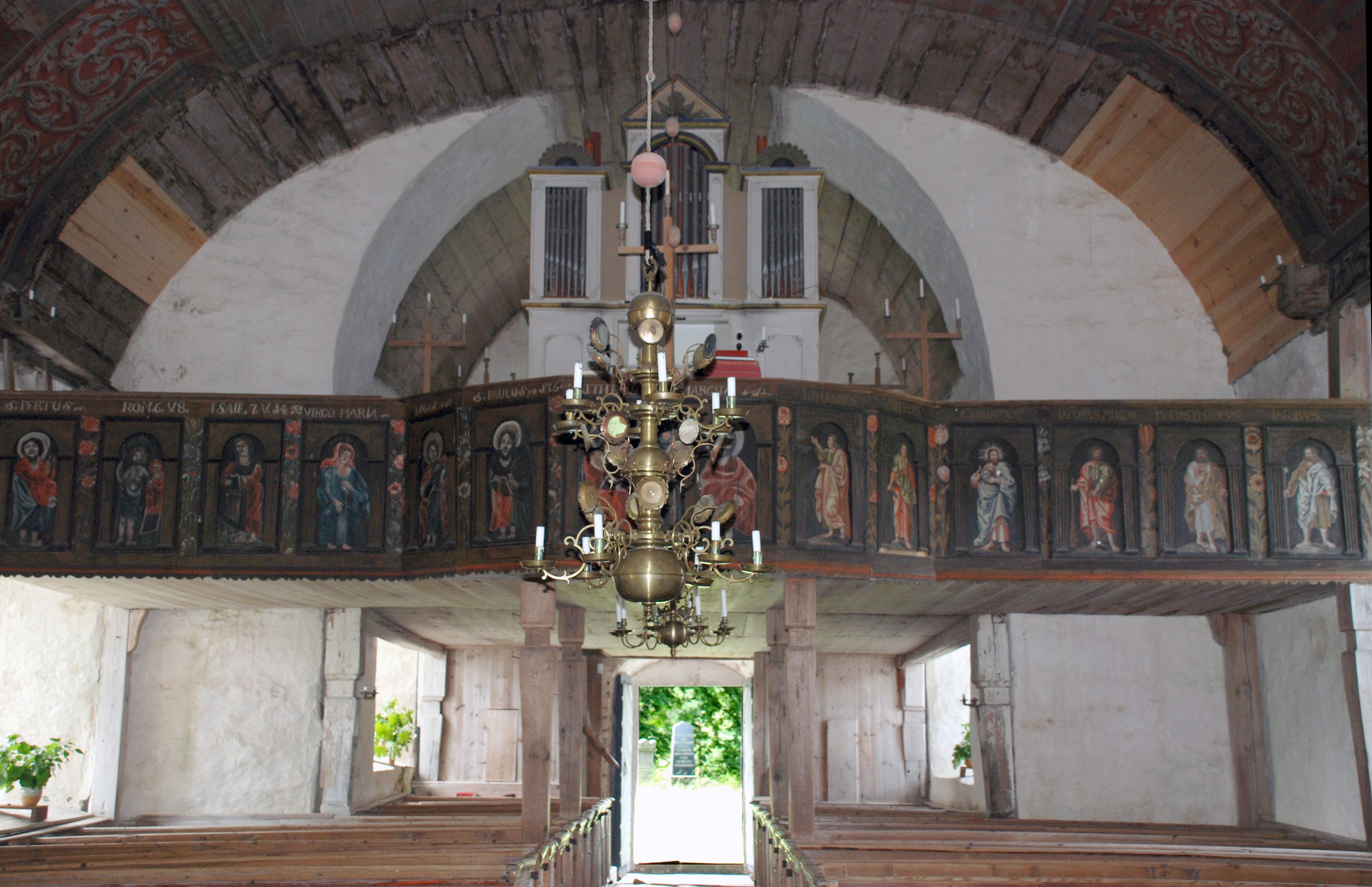
Läktaren.
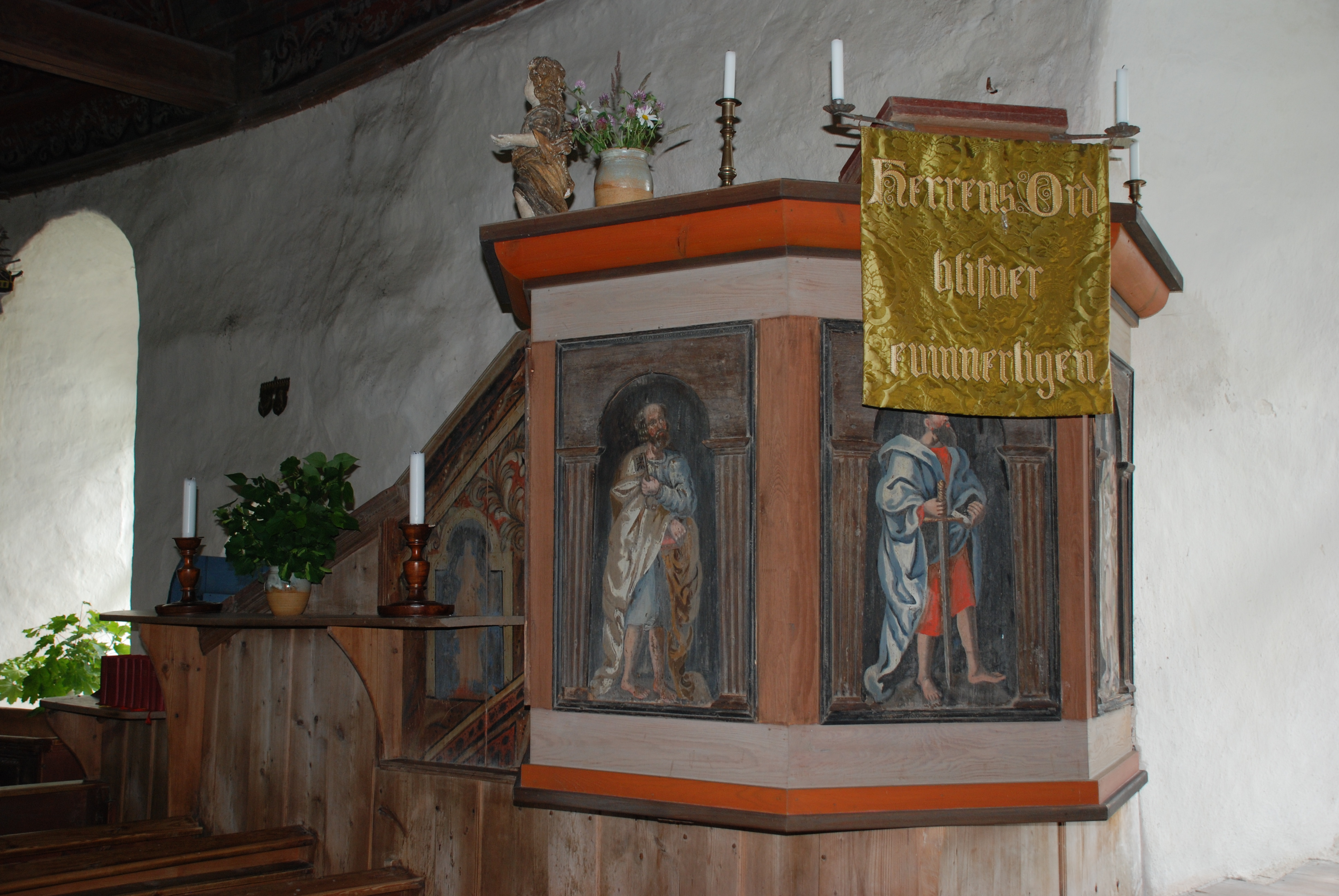
Predikstolen.
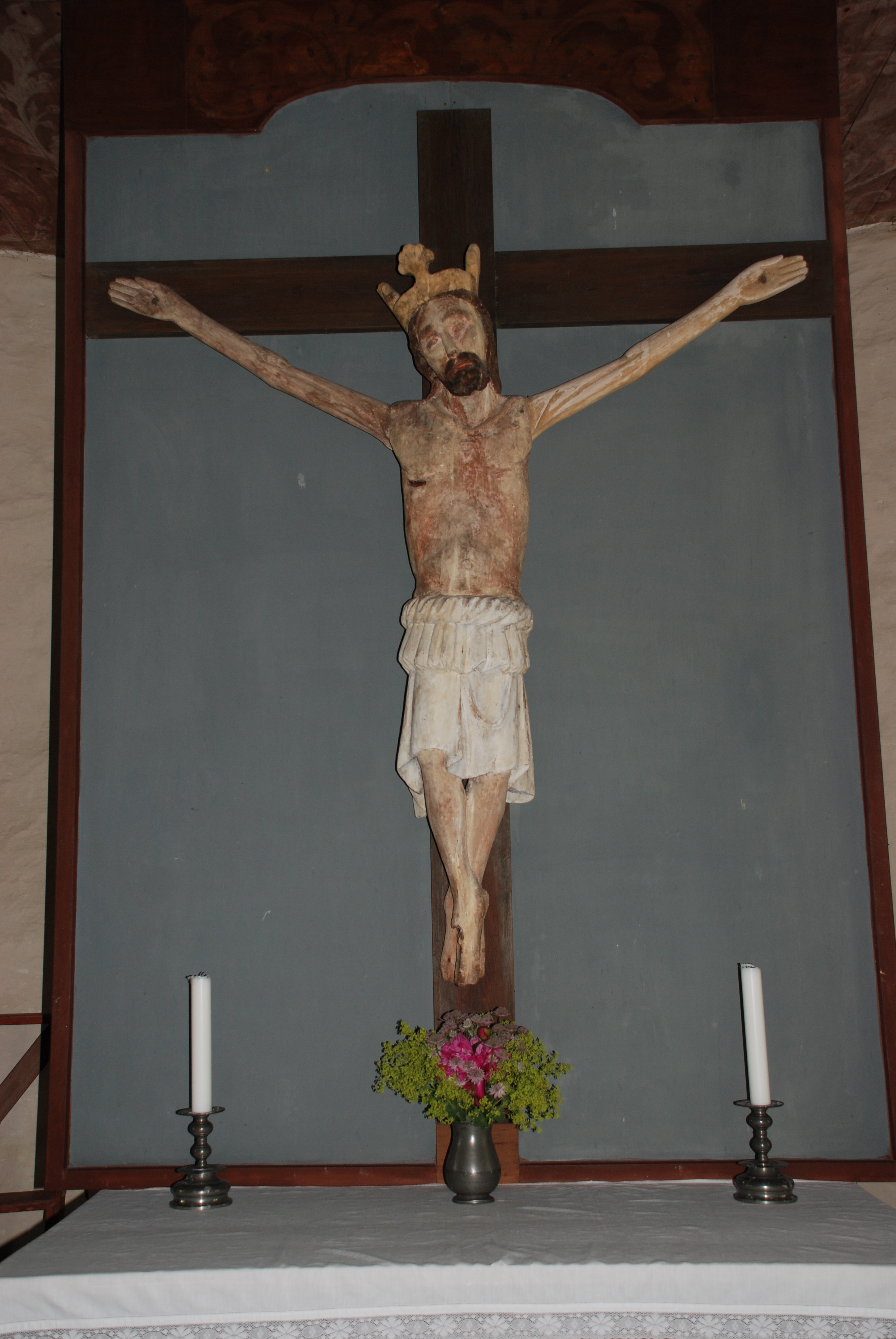
Triumfkrucifixet vid altaret.
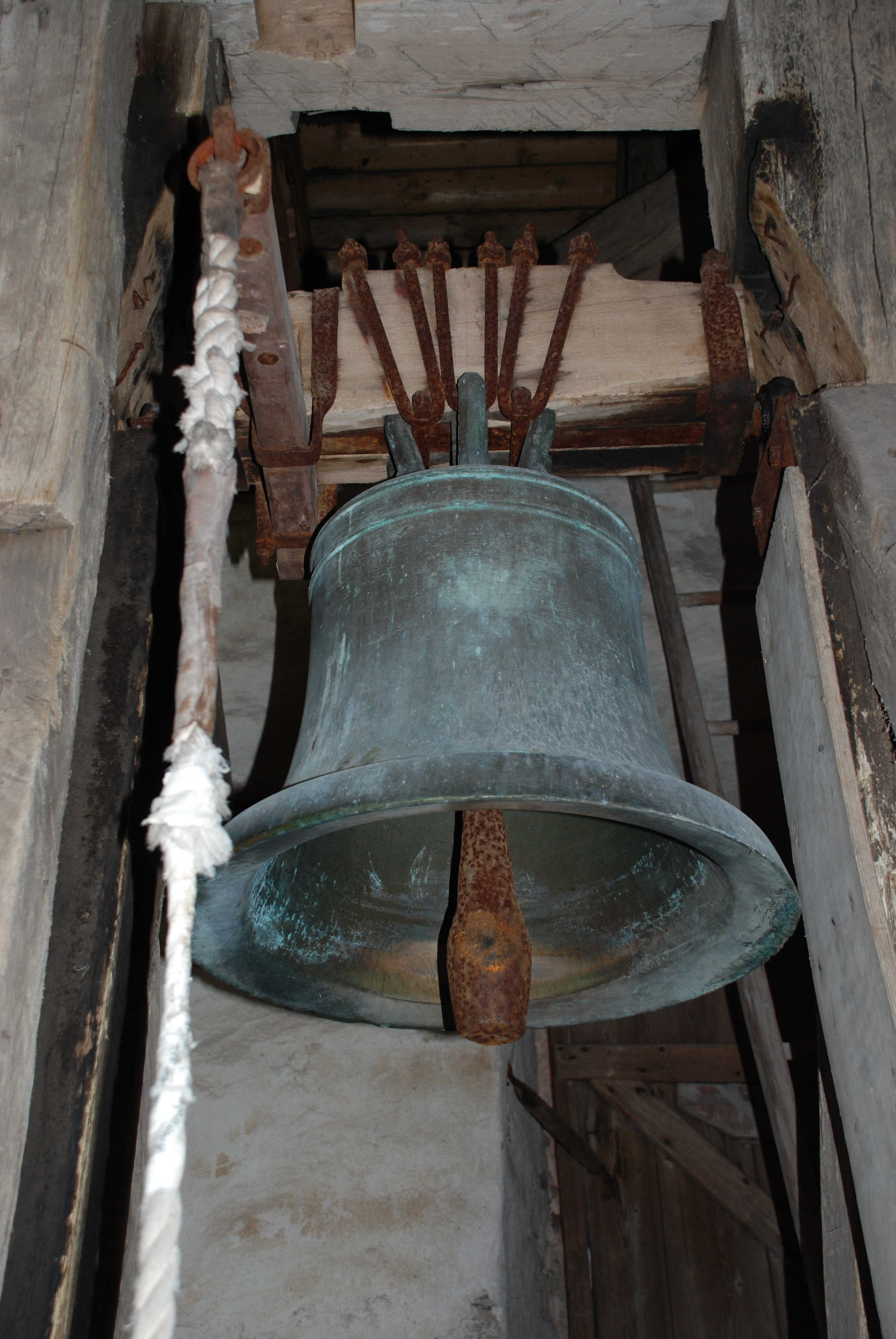
Klockan Siri i tornet.